# Ільберштедт
Ільберштедт (нім. Ilberstedt) — громада в Німеччині, розташована в землі Саксонія-Ангальт. Входить до складу району Зальцланд. Складова частина об'єднання громад Заале-Віппер.
Площа — 14,93 км2. Населення становить 1025 ос. (станом на 31 грудня 2021).